# Musée Chanoine Puissant
Le Musée Chanoine Puissant provient de la collection du chanoine Edmond Puissant qui a légué sa collection à la ville de Mons en 1933. Ce don était composé d’une collection d’objets et de deux bâtiments (Le vieux Logis et la chapelle Sainte-Marguerite).
Le vieux Logis met en avant l’architecture montoise du XVIe siècle. À l’intérieur se trouve une collection d’armes et de ferronnerie ainsi que de meubles anciens (gothiques).
La chapelle Sainte-Marguerite recèle des tableaux, des orfèvreries et des ornements religieux.

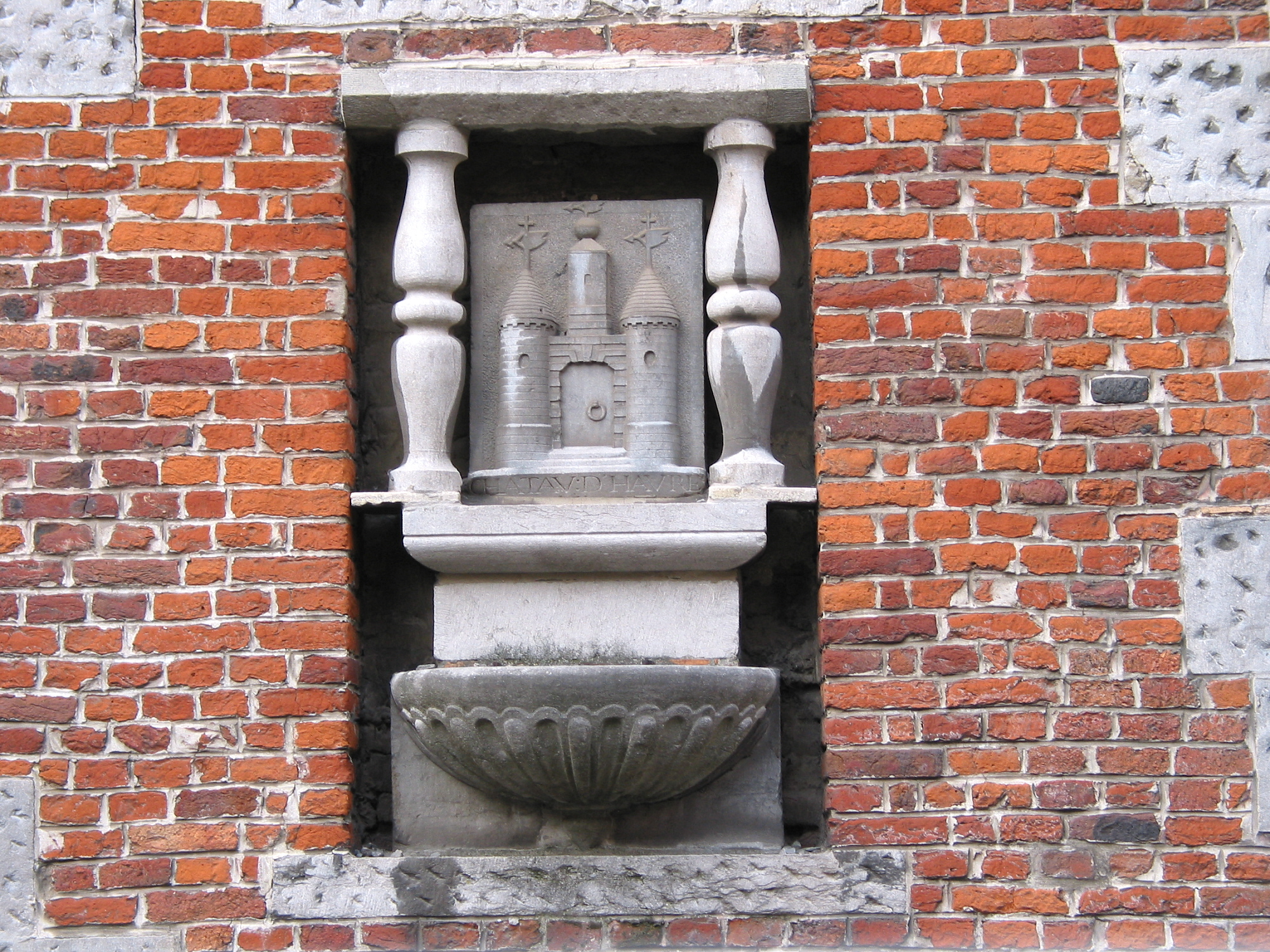
Pierre sculptée représentant le château d'Havré (musée Chanoine Puissant).